# تیم بازسازی ولایت کنر

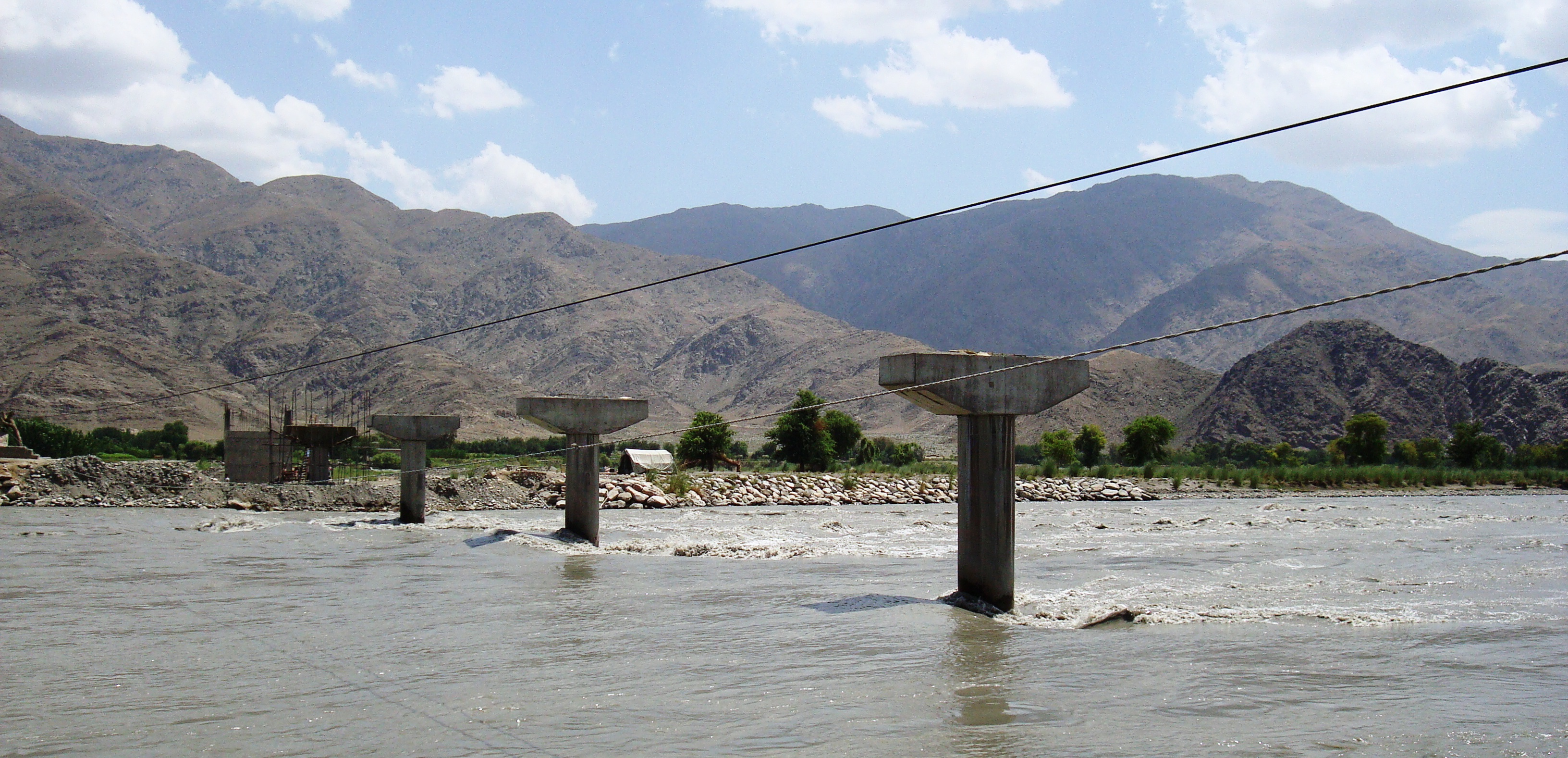
پل کامیون گوریاک -- در حال ساخت در سال ۲۰۰۸.

تیم بازسازی ولایت کنر یکی از تیم‌های بازسازی استانی در افغانستان است. کنر یک ولایت کوهستانی ناهموار است و این تیم پنج پل جدید در این ولایت ساخته‌است. این تیم همچنین تعدادی جاده و کانال‌های آبیاری را ساخته یا بازسازی کرده‌است. بخش پزشکی این تیم در کمک به بازسازی سیستم پزشکی کنر مشارکت داشته‌است.